# オイコス大学銃乱射事件
オイコス大学銃乱射事件（オイコスだいがくじゅうらんしゃじけん）は、アメリカ合衆国・カリフォルニア州オークランドにあるオイコス大学で2012年4月2日に発生した銃乱射事件である。学生7名が犠牲となった。容疑者として韓国系アメリカ人のコ・スナムが逮捕されている。
事件の発生したオイコス大学は、主に韓国系アメリカ人向けの教育を目的として、同じく韓国系アメリカ人である牧師のキム・ジョンイン（米国名ジョン・キム）によって設立された私立のキリスト教系神学校である。このため約100人いる学生は韓国系が多くを占める。神学のほかには音楽、看護学、東洋医学などを教えており、授業は韓国語と英語の両方で行われている。

## 事件の経過
2012年4月2日10時半、看護学科棟にある教室に韓国系アメリカ人コ・スナムが侵入する。事務員を人質に取り、大学職員（後述）を探すよう命じたが不在であったため、持っていた.45口径の拳銃を使い、その場で事務員を射殺し、授業中の教室に侵入。学生たちに壁の前に一列になって並ぶように命じたが一部が応じなかったため、全員殺すと言い放ち銃を約30発乱射した。その場で5人が死亡し、搬送先の病院で2人が死亡。また3人が負傷した。犠牲者は韓国（20代、2人）のほかフィリピン、ネパール、ナイジェリアなどの出身者であった。
10時33分頃に銃乱射事件が発生したとの通報を受けた警察は現地にSWATを派遣。犯行後、コは死傷者が所有していた車で逃走したが、事件発生後1時間半後に約8キロメートル離れたアラメダのスーパーマーケットで警察に投降し、身柄を拘束された。4日に殺人罪など7つの容疑で起訴された。
事件の翌日には犠牲者を追悼する祈りが付近の教会で捧げられ、オイコス大学の前には追悼の花やろうそくが手向けられた。

## 容疑者
コ・スナム（고수남、米国名ワン・L・ゴー(One L. Goh)）は、韓国籍でアメリカ市民権を有しているオークランド在住の43歳男性である。1990年に家族でアメリカに移住し、2000年に同国市民権を取得した。2011年初めにオイコス大学准看護師課程に入学したコは、授業をまじめに聞く生徒であったが授業についていけず、科目履修試験に不合格となった。またクラスに溶けこむことができず、自分の英語力が足りないことを大学側やクラスメートに嘲笑されたことが犯行の動機につながったと発表されている。その後、生活態度に問題があるなど大学側と確執を起こし、2012年1月に退学処分となった。
コは大学の女性幹部職員を狙うため銃を購入し、その数週間後に犯行に及んだ。しかし前述したとおり、事件当時は学外にいた。また犠牲となった生徒はイジメには加わっていなかったとされている。
コに関するさらにプライベートな報道もいくつかなされ、経済的に苦しかったとされた。
2014年8月26日、アラメダ郡の大陪審は7件の殺人と3件の未遂の殺人でコを起訴したが、裁判に耐えられる精神的状態にないとされ、長らく審議が延期されていた。2017年7月14日、7回に及ぶ終身刑と懲役271年の刑が科せられた。その後、2019年3月20日に収監先のカリフォルニア州立サクラメント監獄所で死去した。

## バージニア乱射事件との結びつけ
2007年に発生したバージニア工科大学銃乱射事件も韓国籍米国人による犯行であったこともあり、韓国系のメディアはインターネット上の「第2のチョ・スンヒ事件」という指摘を引用するなど衝撃を持って伝えた。一方で、今回の犯行は韓国系ではあるがバージニアの事件とは違って法的、経済活動の面では容疑者は完全に米国人であるとして、個人の問題であるという論調もあった。